# انی پرو
ادنا انی پرو (به انگلیسی: Edna Annie Proulx) روزنامه‌نگار و مؤلف آمریکایی و برنده جایزه پولیتزر برای داستان در سال ۱۹۹۴ است.

## زندگی‌نامه
انی پرو نویسنده شناخته شده آمریکایی است که ۲۰ جایزه ادبی را در کارنامه‌اش دارد. او با رمان اخبار کشتیرانی جایزه ملی کتاب را در سال ۱۹۹۳ و جایزه ادبی پولیتزر را در سال ۱۹۹۴ را از آن خود کرد. جایزه اوهنری برای داستان کوتاه و جایزه پن/فاکنر در سال ۱۹۹۳ از دیگر جوایزی است که به آثار او اختصاص یافته‌است.
پرو رمان‌های شناخته‌شده‌ای چون اخبار کشتیرانی (The Shipping News) و داستان «کوهستان بروکبک» را در کارنامه ادبی خود به ثبت رسانده‌است. کوهستان بروکبک که از داستان او اقتباس شده، در قالب یک فیلم موفق سینمایی با حضور هیث لجر بازیگر استرالیایی، سه جایزه اسکار را در سال ۲۰۰۵ از آن خود کرد.
آخرین مجموعه داستان پرو اینجا همه چیز خوشایند است (Fine Just the Way It Is: Wyoming Stories 3) است از جمله داستان‌های این مجموعه می‌توان به قصه‌ای با عنوان «وصیت‌نامه» اشاره کرد که داستان زن کوهنوردی است که در طبیعت، تک و تنها می‌میرد.